# Knihovna Jana Drdy Příbram
Knihovna Jana Drdy Příbram je veřejná knihovna v Příbrami ve Středočeském kraji. Od roku 1993 je příspěvkovou organizací města Příbram, která zajišťuje výkon regionálních funkcí pro více než 150 knihoven v okrese Příbram, Beroun a Praha-západ.
Hlavní budova knihovny se nachází na náměstí T. G. Masaryka č.p. 156. Knihovna má v Příbrami další tři pobočky.

## Historie
Se záměrem vybudovat v Příbrami veřejnou knihovnu přišel v roce 1883 literární odbor Měšťanské besedy. Uskutečnit jej se podařilo až o sedm let později v roce 1900, kdy byla 1. října slavnostně otevřena lidová knihovna ve školní budově na náměstí Komenského. Otevřeno bylo každé úterý a pátek. V prvním roce zde bylo zapsáno 255 čtenářů, kterým bylo k dispozici 790 knih. V roce 1902 byla knihovna přemístěna do budovy městského chudobince. Po 1. světové válce byla znovu přestěhována do městského sirotčince v Jiráskových sadech, kde byla až do roku 1945. V období 2. světové války, byla knihovna centrem kulturního života v Příbrami. Po válce byla opět přestěhována na městskou radnici. V této době se výrazně rozrostl její fond a s tím i počet čtenářů a výpůjček. V roce 1948 knihovna získala statut okresní knihovny.
Na začátku 50. let byla knihovna znovu přestěhována do domu č.p. 142 na náměstí T. G. Masaryka (tehdy náměstí Pionýrů), kde setrvala ž do roku 1984. Po sloučení města Příbrami s Březovými Horami, knihovna získala svou první pobočku, kterou byla zdejší Jiráskova knihovna. Další pobočka vznikla s vybudováním sídliště a kulturního domu v roce 1959.
V roce 1984 byla knihovna znovu přestěhována, kvůli nevyhovujícím prostorům, do budovy OV KSČ na náměstí, čímž získala rozsáhlejší prostory, které umožnily zřízení čítárny a studovny. Zde knihovna sídlí dodnes (2022). V roce 1986 byla otevřena pobočka Křižák.
Od konce 90. let 20. století knihovna provozuje nakladatelskou činnost. Pomáhá také s vydáváním knih regionálních autorů.
V roce 2018 budova knihovny prošla rekonstrukcí, kdy byla přestavěna a rozšířena půjčovna pro dospělé. Rekonstrukcí prošlo sociální zařízení a byl vybudován výtah, pro zajištění bezbariérového přístupu. Na jaře 2022 město investovalo do výměny oken historické budovy.

## Pobočky
- Pobočka Křižák – Čechovská 112, 261 01 Příbram VIII (pouze pro dospělé)
- Pobočka Březové Hory – Husova 257, 261 01 Příbram VI (pro děti i dospělé)
- Pobočka Škola – Školní 75, 261 01 Příbram VIII (pouze pro děti)